# Rui Costa (Schiedsrichter)
Rui Manuel Gomes Costa (* 10. Juni 1976 in Porto) ist ein ehemaliger portugiesischer Fußballschiedsrichter.
Von Oktober 2003 bis Mai 2023 leitete Costa insgesamt 275 Ligaspiele in der portugiesischen Primeira Liga. Zusätzlich wurde er bei Spielen in der Segunda Liga und der Taça de Portugal eingesetzt.
Am 22. Mai 2022 pfiff Costa das Finale des portugiesischen Fußballpokals 2021/22 zwischen CD Tondela und dem FC Porto (1:3).
Costa vertrat als Schiedsrichter den Fußballverband von Porto. Er leitete nationale Spiele und stand nicht auf der Liste der FIFA-Schiedsrichter. Hauptberuflich arbeitet Costa als Sportlehrer.